# محوطه مرملا
محوطه مرملا مربوط به گودین ـ دوره ماد است و در بخش مرکزی شهرستان شیروان و چرداول، دهستان شباب، روستای جوب بور واقع شده و این اثر در تاریخ ۳۰ دی ۱۳۸۵ با شمارهٔ ثبت ۱۶۹۰۵ به‌عنوان یکی از آثار ملی ایران به ثبت رسیده است.